# Groenlandse hond
De Groenlandse hond is een hondenras, behorend tot de Scandinavische type keeshonden van het oertype. Het land van herkomst is Groenland. Hij is een echte werkhond en wordt gebruikt als sledehond.

## Uiterlijk
De schofthoogte van reuen is minimaal 60 centimeter en van teven minimaal 55 centimeter.
De Groenlandse hond heeft een dikke, dubbele vacht, met een zachte, dichte ondervacht. Ze komen voor in alle kleuren. Behalve de albino zijn alle kleuren toegestaan. Ze hebben vrij kleine, spits opstaande oren.

## Aard
De Groenlandse hond is een evenwichtige, zelfstandige hond, die ook dominant en eigenzinnig is, met een groot uithoudingsvermogen. Niet geschikt in een gezin, hij kan niet tegen alleen zijn en huilt dan voortdurend.

## Sociaal
Deze hond kan beslist niet tegen eenzaamheid, maar hij is prima in zijn element met een soortgenoot bij hem en ze vinden het dan geen enkel probleem om samen in een buitenkennel te verblijven.

## Verzorging
Aangezien een Groenlandse hond een echte werkhond is heeft hij veel beweging nodig, en niet alleen rennen of spelen, maar ook het "echte" werk. In de winter voor een slee of een kar dus. Temperaturen boven 15 °C zijn hem al gauw te veel, dan is het beter hem op een koele plek met rust te laten en hem zo min mogelijk inspanningen te laten doen.